# Jasna Šekarić
Jasna Šekarić, née le 17 décembre 1965 à Belgrade, est une tireuse sportive serbe.

## Carrière
Jasna Šekarić remporte sous les couleurs de la Yougoslavie la médaille d'or en pistolet à air comprimé à 10 mètres et la médaille de bronze en pistolet sportif à 25 mètres aux épreuves de tir aux Jeux olympiques d'été de 1988 se tenant à Séoul.
Aux Jeux olympiques d'été de 1992 à Barcelone, c'est en tant qu'participante olympique indépendante qu'elle est médaillée d'argent en pistolet à air comprimé à 10 mètres.
Aux Jeux olympiques d'été de 2000 à Sydney et aux Jeux olympiques d'été de 2004 à Athènes, elle remporte l'argent en pistolet à air comprimé à 10 mètres.
Elle est le porte-drapeau de la Serbie aux Jeux olympiques d'été de 2008.